# لوكهيد إي بيه-3
لوكهيد إي بيه-3: هي نسخة استطلاع و متعددة مهام من طائرة لوكهيد بي-3 أوريون التي كانت قبلها، تابعة إلى القوات البحرية للولايات المتحدة. و قد تم تحويلها في بداية التسعينات تم وضعها لخدمة الإستطلاعات و الحمولة و السيطرة. يوجد حالياً في بحرية الولايات المتحدة الأمريكية سرب مكون من 12 طائرة من هذا النوع و كلها قيد الخدمة في وقتنا هذا حيث أن أخرها دخلت الخدمة سنة 1997.

## الحوادث المعروفة
في شهر نيسان 2001 حدث حادث اصطدام جوي بين طائرة لوكهيد إي بيه-3 تابعة لبحرية الولايات المتحدة و طائرة تابعة إلى بحرية جيش التحرير الشعبي الصيني مما تسبب بمقتل الطيار الصيني و تحطم طائرته و لكن الطائرة الأمريكية حطت بدون مقتل طاقمها بحدث دولي و مشكلة بين الولايات المتحدة الأمريكية و الصين. و لكن الطائرة الأمريكية الناجية من الأصطدام و طاقمها حطت في الأراضي الصينية و تم احتجاز الطاقم الأمريكي لعدة أيام بتهمة «قتل الطيار الصيني» كما أعلن التلفزيون الصيني. و بعدها حلت الأزمة الدولية بين البلدين. أما جسم الطائرة فقد تم أخذه من القوة الجوية الأمريكية بعد دخولهم الأراضي الصينية. من الملاحظ أن العلماء الصينيين لم يستطيعوا كشف التكنولوجيا الأمريكية الكامنة في هذه الطائرة.

## التبديل
سوف يتم تبديل هذه الطائرة بطائرة آر كيو - 4 غلوبال هوك الأحدث منها حيث تكون الأفضل لإنها بدون طيار. حيث أن الطائرات الجديدة سوف تبدل هذه الطائرة بشكل كامل سنة 2020.

## المواصفات
- الطاقم: 22 شخص
- الطول: 35.57 متر
- طول الجناحين: 30.36 متر
- السرعة: 780 كم/ساعة